# Musée des Beaux-Arts de Nice
Het Musée des Beaux-Arts de Nice, ook  Musée des Beaux-arts Jules Chéret genoemd, is een gemeentelijk museum voor schone kunsten in de Franse stad Nice. Het pand werd in 1875 als Villa Thomson gebouwd en is in 1928 als kunstmuseum in gebruik genomen. Het herbergt een belangrijke collectie van de schilder en tekenaar Jules Chéret (1836–1932).

## Afbeeldingen

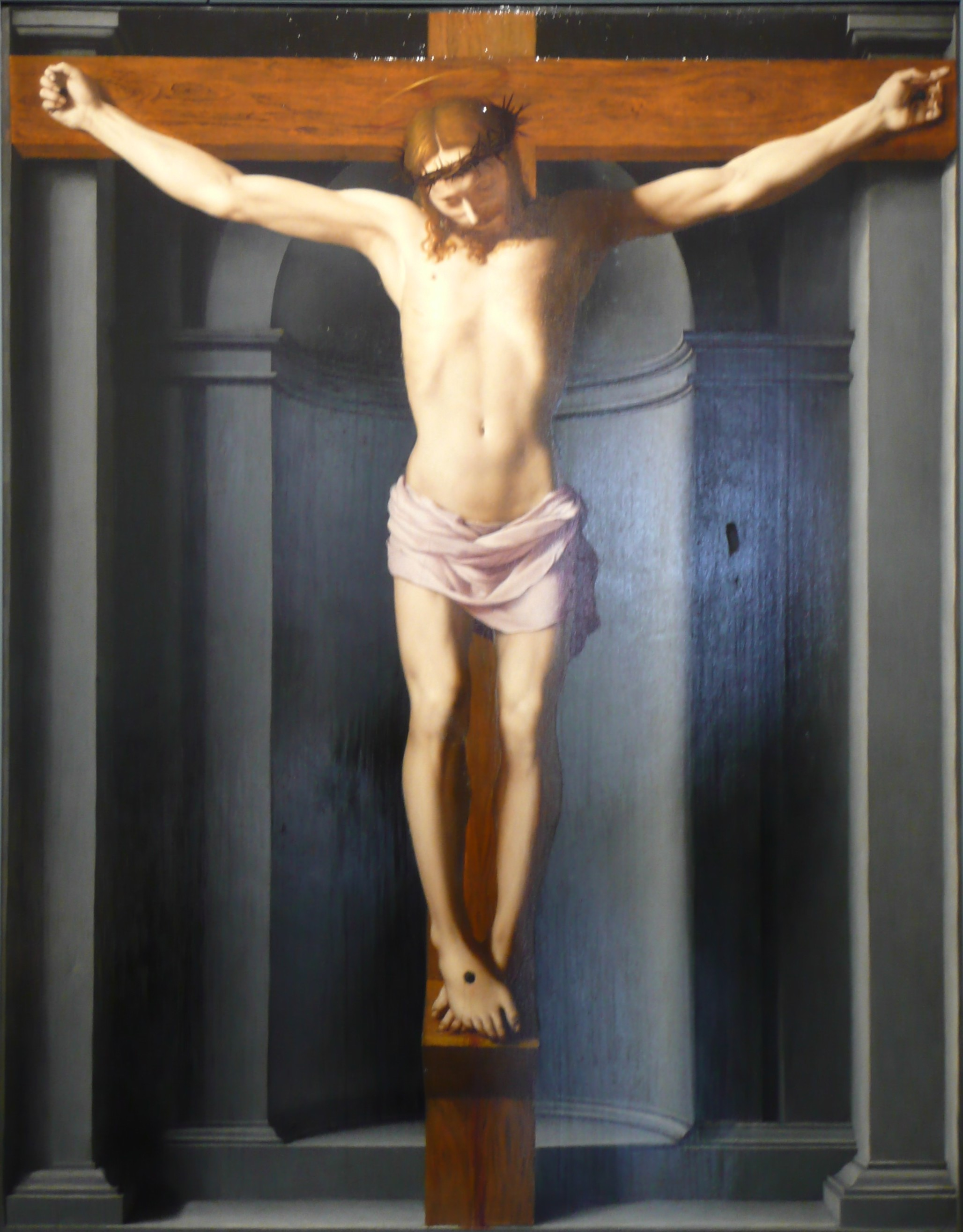
Kruisiging, Bronzino (ca. 1545)
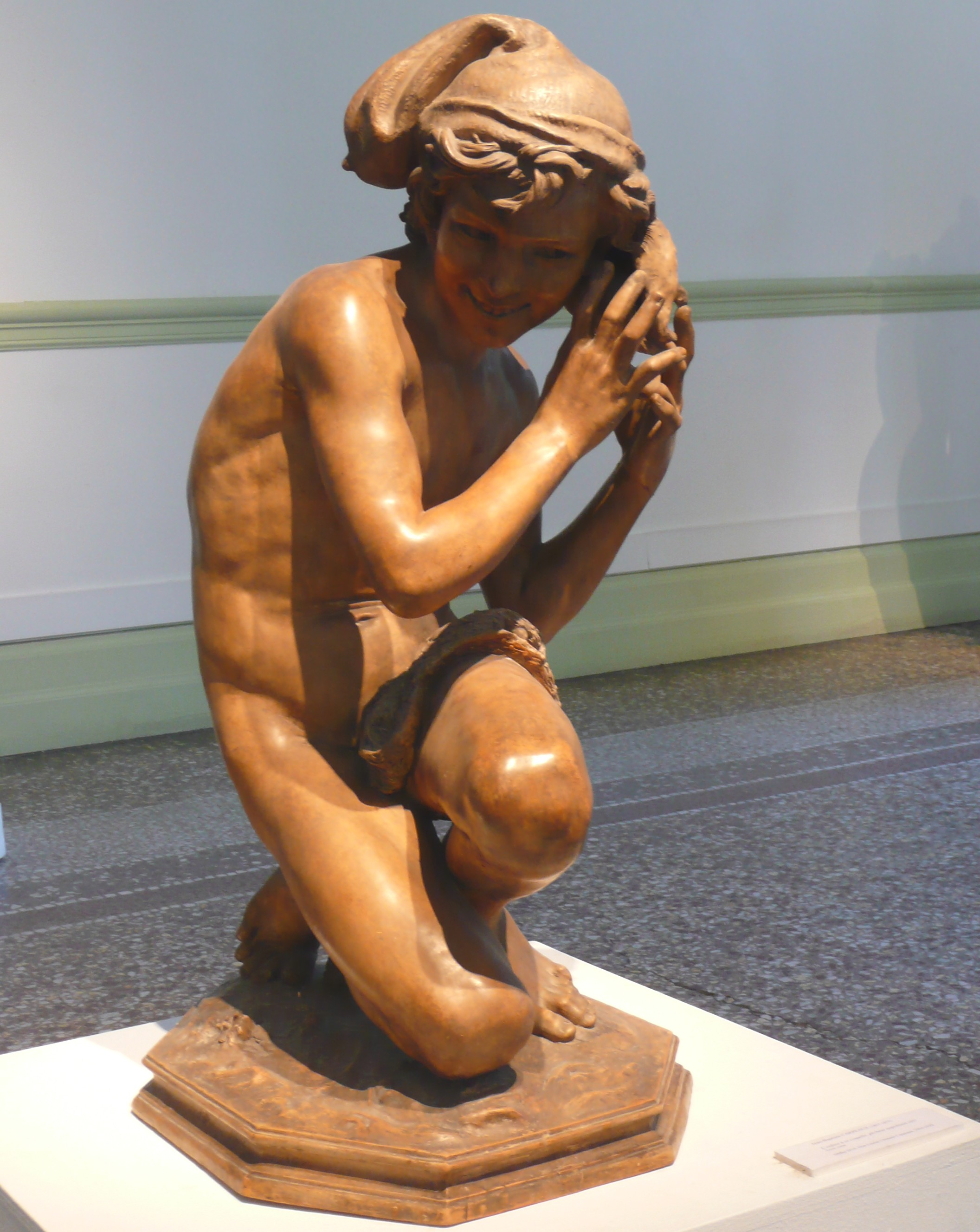
Jongen met schelp, Jean-Baptiste Carpeaux (1857)
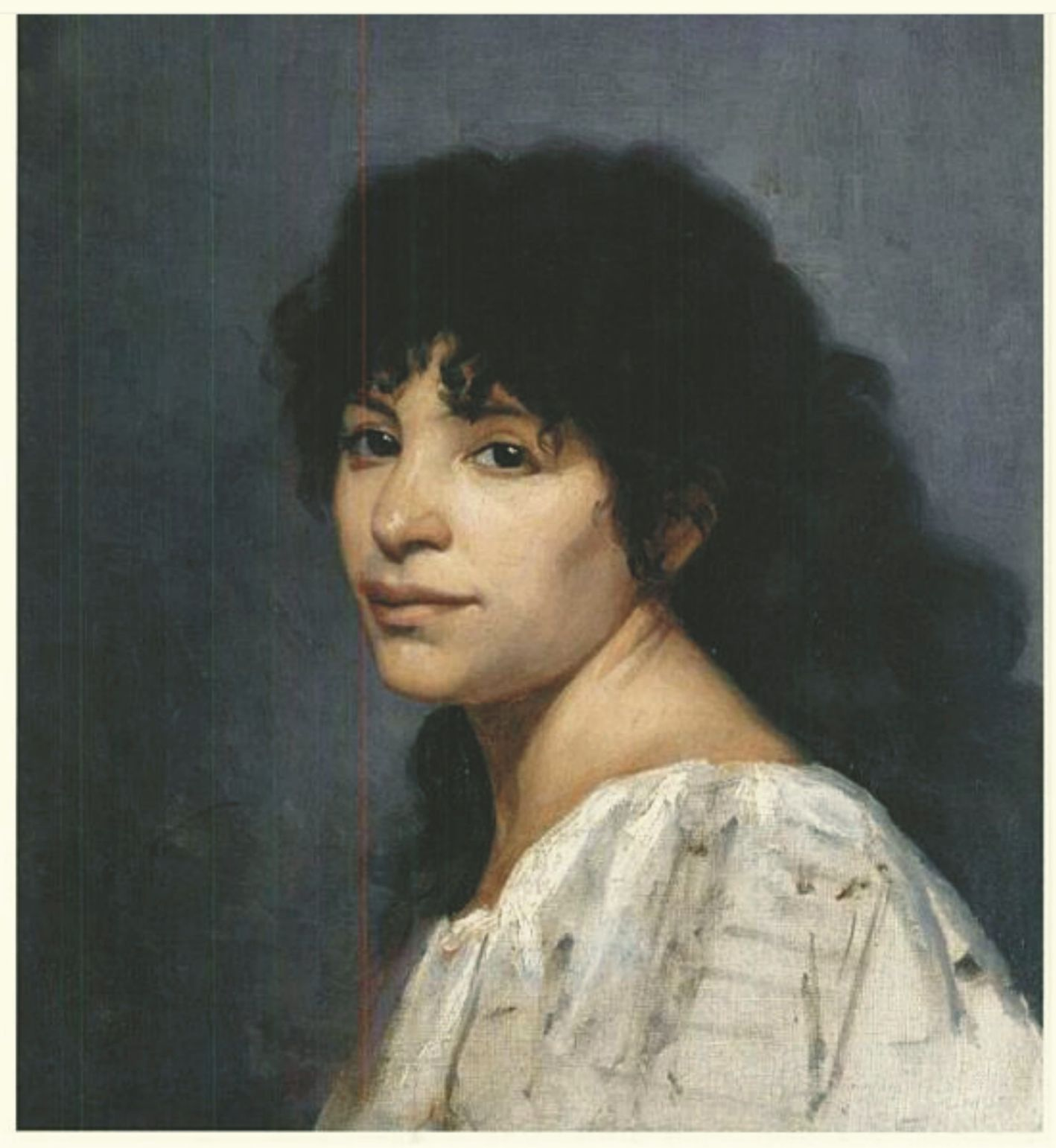
Femme orientale, Marie Bashkirtseff (1882)
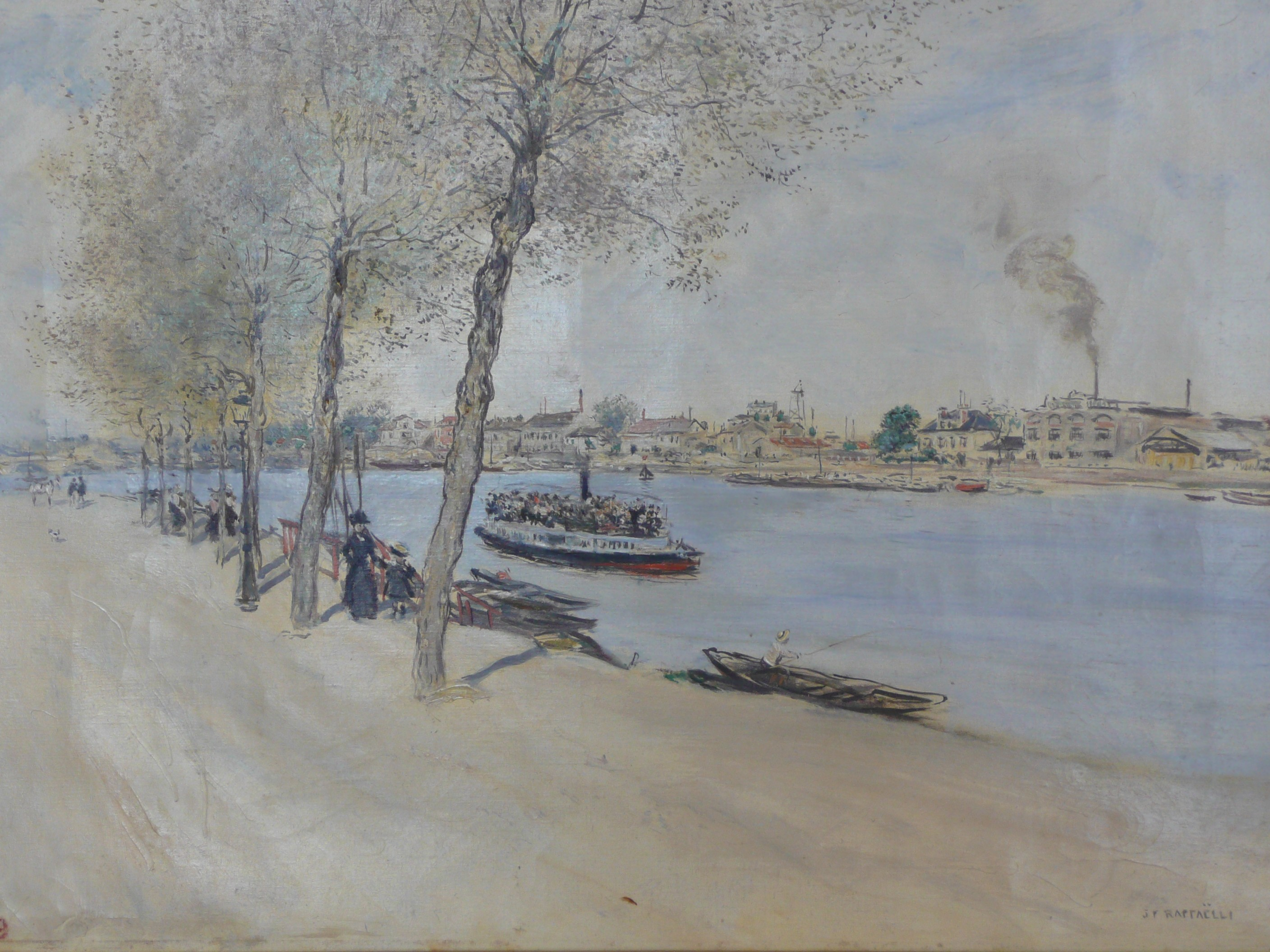
Au bord de l'eau au printemps, Jean-François Raffaëlli (1909)
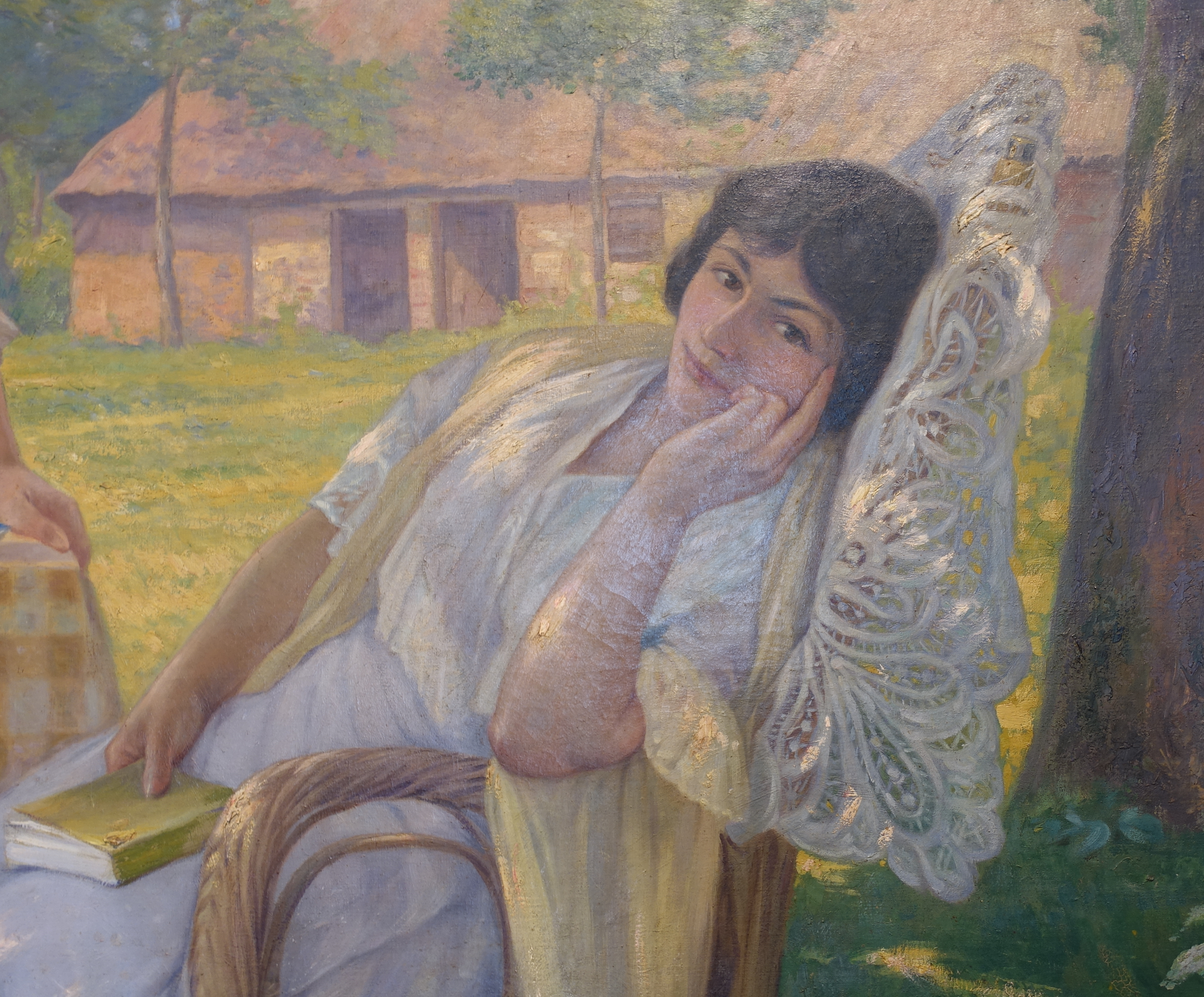
Sous les pommiers, Julie de Cistello (voor 1912)